# 22P/Kopff
22P/Kopff est une comète périodique du système solaire. Découverte le 23 août 1906, elle fut nommée d'après August Kopff, son découvreur. Elle fut manquée à son retour en novembre 1912, mais fut retrouvée lors de son retour de juin 1919. La comète n'a pas été manquée depuis son retour de 1919 et son dernier passage au périhélie a eu lieu le 25 mai 2009. Un passage à proximité de Jupiter en 1939 a fait décroître sa distance au périhélie et sa période orbitale. Le prochain passage au périhélie de 22P/Kopff, est prévu le 18 mars 2022.

## Observations
22P/Kopff fut découverte à l'observatoire du Königstuhl à Heidelberg en Allemagne. Kopff avait analysé des plaques photographiques qu'il avait exposées le 20 août 1903 en les comparant à des images plus anciennes de la même zone. Le 23 août 1903, Kopff conclut qu'il s'agissait d'une comète ayant une magnitude estimée à 11. À la mi-septembre 1906, une équipe dirigée par Kiel Ebell du département d'astronomie de Berkeley montra qu'il s'agissait d'une comète à courte période. La comète fut manquée lors de son retour du 25 novembre 1912 mais le 25 juin 1919, des astronomes la retrouvèrent. Elle fut localisée à moins de trois jours de la position prévue. Parmi les multiples retours successifs, aucun ne fut notable avant celui du 11 août 1945. À cette époque, sa magnitude s'accrut jusqu'à 8,5. La soudaine augmentation de luminosité fut attribuée à Jupiter qui avait perturbé l'orbite de la comète entre les années 1939 et 1945. Le retour d'octobre 1951 fut aussi remarquable car elle se révéla 3 magnitudes plus faible que ce qui était prévu. Un passage de la comète très près de Jupiter avait accru sa distance au périhélie à 1,52 ua ainsi que sa période orbitale à 6,31 ans. À la 14e apparition de 22P/Kopff le 2 juillet 1996, Carl W. Hergenrother fut capable d'enregistrer une magnitude apparente de 22,8 à l'aide du télescope de 1,5 m du Catalina Sky Survey.
Le noyau a un diamètre estimé à 3,0 kilomètres et un faible albédo de 0,05.